# 우나이자 전투 (1904년)
우나이자 전투는 사우디-라쉬디 전쟁 초기에 일어났던 전투이다. 압둘 아지즈는 불과 2명의 손실로 약 370명의 적군을 사살하고 1904년 3월에 우나이자(아나이자)를 점령하는데 성공하게 된다.